# 第64回全国高等学校野球選手権大会
第64回全国高等学校野球選手権大会（だい64かいぜんこくこうとうがっこうやきゅうせんしゅけんたいかい）は、1982年（昭和57年）8月7日から8月20日までの14日間にわたり阪神甲子園球場で行われた全国高等学校野球選手権大会である。

## 日程
- 8月5日 - 組み合わせ抽選会。
  - この大会より5日目と9日目が3試合日に変更になり、同日に2回戦と3回戦が組む事がなくなる。3試合日だった10日目と11日目が4試合日に変更。3回戦が2日間の日程になる。
- 8月7日 - 開会式。
- 8月20日 - 決勝戦。閉会式。

## 代表校
| 東日本   | 東日本     | 東日本        |
| 地方大会 | 代表校     | 出場回数      |
| -------- | ---------- | ------------- |
| 北北海道 | 帯広農     | 初出場        |
| 南北海道 | 函館有斗   | 2年連続3回目  |
| 青森     | 木造       | 初出場        |
| 岩手     | 盛岡工     | 2年連続2回目  |
| 秋田     | 秋田経大付 | 2年連続2回目  |
| 山形     | 東海大山形 | 初出場        |
| 宮城     | 東北       | 2年ぶり12回目 |
| 福島     | 安積商     | 3年ぶり2回目  |
| 茨城     | 鉾田一     | 6年ぶり2回目  |
| 栃木     | 足利工     | 10年ぶり4回目 |
| 群馬     | 東農大二   | 初出場        |
| 埼玉     | 熊谷       | 31年ぶり3回目 |
| 山梨     | 東海大甲府 | 2年連続2回目  |
| 千葉     | 東海大浦安 | 初出場        |
| 東東京   | 早稲田実   | 3年連続25回目 |
| 西東京   | 日大二     | 4年ぶり4回目  |
| 神奈川   | 法政二     | 21年ぶり8回目 |
| 長野     | 丸子実     | 9年ぶり4回目  |
| 新潟     | 新潟工     | 初出場        |
| 富山     | 高岡商     | 8年ぶり9回目  |
| 石川     | 星稜       | 2年連続6回目  |
| 静岡     | 静岡       | 4年ぶり18回目 |
| 愛知     | 中京       | 3年ぶり20回目 |
| 岐阜     | 県岐阜商   | 3年ぶり14回目 |
| 三重     | 明野       | 2年ぶり2回目  |

| 西日本   | 西日本     | 西日本        |
| 地方大会 | 代表校     | 出場回数      |
| -------- | ---------- | ------------- |
| 福井     | 福井       | 6年ぶり2回目  |
| 滋賀     | 比叡山     | 3年ぶり3回目  |
| 京都     | 宇治       | 3年ぶり2回目  |
| 奈良     | 智弁学園   | 2年連続4回目  |
| 和歌山   | 南部       | 19年ぶり2回目 |
| 大阪     | 春日丘     | 初出場        |
| 兵庫     | 東洋大姫路 | 5年ぶり6回目  |
| 岡山     | 関西       | 34年ぶり2回目 |
| 鳥取     | 境         | 3年ぶり3回目  |
| 広島     | 広島商     | 2年連続17回目 |
| 島根     | 益田       | 初出場        |
| 山口     | 宇部商     | 6年ぶり3回目  |
| 香川     | 坂出商     | 25年ぶり4回目 |
| 愛媛     | 川之江     | 初出場        |
| 徳島     | 池田       | 3年ぶり3回目  |
| 高知     | 高知商     | 2年ぶり13回目 |
| 福岡     | 八幡大付   | 3年ぶり2回目  |
| 佐賀     | 佐賀商     | 3年ぶり7回目  |
| 長崎     | 佐世保工   | 4年ぶり3回目  |
| 熊本     | 熊本工     | 2年ぶり8回目  |
| 大分     | 津久見     | 2年連続10回目 |
| 宮崎     | 都城       | 3年ぶり4回目  |
| 鹿児島   | 鹿児島商工 | 5年ぶり3回目  |
| 沖縄     | 興南       | 3年連続5回目  |

## 試合結果

### 1回戦
8月7日
- 法政二 3 - 2 智弁学園
- 佐世保工 6 - 1 東海大山形
- 興南 3 - 2 明野

8月8日
- 佐賀商 7 - 0 木造
- 池田 5 - 2 静岡
- 高知商 5 - 3 安積商
- （八幡大付 4 - 2 日大二）（6回裏1死・降雨ノーゲーム）

8月9日
- 熊谷 1 - 0 南部
- 東農大二 7 - 2 川之江
- 福井 4 - 2 盛岡工
- 都城 4 - 3 新潟工

8月10日
- 坂出商 6 - 3 函館有斗
- 熊本工 2 - 0 東北
- 中京 2 - 1 関西
- 春日丘 3 - 2 丸子実

8月11日
- 日大二 9 - 6 八幡大付[1]
- 早稲田実 12 - 0 宇治
- 東海大甲府 9 - 3 境

### 2回戦
- 益田 5 - 2 帯広農（4アウトの誤審）

8月12日
- 津久見 10 - 0 東海大浦安
- 東洋大姫路 4 - 0 県岐阜商
- 鹿児島商工 5 - 2 秋田経大付
- 比叡山 3 - 0 足利工

8月13日
- 広島商 6 - 2 鉾田一
- 高岡商 3 - 1 宇部商
- 早稲田実 10 - 1 星稜
- 熊本工 3 - 1 福井

8月14日
- 東海大甲府 4x - 3 高知商
- 都城 5 - 0 坂出商
- 中京 3 - 0 佐世保工
- 法政二 6 - 2 春日丘

8月15日
- 興南 2 - 1 熊谷
- 佐賀商 5 - 1 東農大二
- 池田 4 - 3 日大二

### 3回戦
8月16日
- 熊本工 5 - 0 高岡商
- 比叡山 8 - 6 鹿児島商工
- 東洋大姫路 4 - 2 法政二
- 池田 5 - 3 都城

8月17日
- 早稲田実 6 - 3 東海大甲府
- 広島商 4 - 2 興南
- 中京 5 - 0 益田
- 津久見 3 - 2 佐賀商（延長14回）

### 準々決勝
8月18日
- 中京 5 - 1 津久見
- 東洋大姫路 7 - 3 熊本工
- 池田 14 - 2 早稲田実
- 広島商 5 - 2 比叡山

### 準決勝
8月19日
- 広島商 1 - 0 中京
- 池田 4 - 3 東洋大姫路

### 決勝
|        | 1 | 2 | 3 | 4 | 5 | 6 | 7 | 8 | 9 | R  | H  | E |
| ------ | - | - | - | - | - | - | - | - | - | -- | -- | - |
| 池田   | 6 | 0 | 0 | 0 | 1 | 5 | 0 | 0 | 0 | 12 | 18 | 2 |
| 広島商 | 0 | 0 | 1 | 0 | 0 | 1 | 0 | 0 | 0 | 2  | 4  | 4 |

1. （池）：畠山 - 山下
2. （広）：池本、工、田中 - 佐々木圭
3. 本塁打
（池）：畠山
4. 審判
［球審］永野
［塁審］中西・鈴木・布施
5. 試合時間：2時間13分

| 池田 | 池田 | 池田            |
| 打順 | 守備 | 選手            |
| ---- | ---- | --------------- |
| 1    | [二] | 窪靖（3年）     |
| 2    | [中] | 多田慎二（3年） |
| 3    | [右] | 江上光治（2年） |
| 4    | [投] | 畠山準（3年）   |
| 5    | [左] | 水野雄仁（2年） |
| 6    | [一] | 宮本修二（3年） |
| 7    | [捕] | 山下和男（3年） |
| 8    | [三] | 木下公司（3年） |
| 9    | [遊] | 山口博史（3年） |

| 広島商 | 広島商 | 広島商            |
| 打順   | 守備   | 選手              |
| ------ | ------ | ----------------- |
| 1      | [遊]   | 豊田直樹（2年）   |
| 2      | [右]   | 林正明（3年）     |
| 3      | [三]   | 正路晃弘（2年）   |
|        | 走     | 佐々木啓明（3年） |
| 4      | [一]   | 久山雅志（3年）   |
| 5      | [捕]   | 佐々木圭司（3年） |
| 6      | [左]   | 甲村勲（3年）     |
|        | 打     | 津島靖親（3年）   |
| 7      | [二]   | 小田浩（3年）     |
| 8      | [中]   | 相島和也（2年）   |
| 9      | [投]   | 池本和彦（3年）   |
|        | 投     | 工正信（3年）     |
|        | 打     | 谷川真一（3年）   |
|        | 投     | 田中一憲（3年）   |

## 大会本塁打
1回戦
- 第1号：田中孝尚（佐賀商）
- 第2号：宮里太（都城）
- 第3号：平畠光行（熊本工）[2]
- 第4号：荒木大輔（早稲田実）
- 第5号：小沢章一（早稲田実）
- 第6号：杉村司（東海大甲府）
- 第7号：花井昭光（東海大甲府）
- 第8号：狩野正人（東海大甲府）
- 第9号：三浦和彦（境）

2回戦
- 第10号：佐藤泰則（津久見）
- 第11号：伊東剛（津久見）
- 第12号：板倉賢司（早稲田実）
- 第13号：板倉賢司（早稲田実）
- 第14号：上福元勤（早稲田実）
- 第15号：松沢敬二（高知商）
- 第16号：花井昭光（東海大甲府）
- 第17号：石川賢一（都城）
- 第18号：山口博史（池田）

3回戦
- 第19号：福西寛之（比叡山）
- 第20号：山口博史（池田）
- 第21号：杉村司（東海大甲府）
- 第22号：板倉賢司（早稲田実）
- 第23号：岡田敬三（中京）

準々決勝
- 第24号：森脇健介（東洋大姫路）
- 第25号：中島大作（東洋大姫路）
- 第26号：江上光治（池田）
- 第27号：水野雄仁（池田）
- 第28号：水野雄仁（池田）
- 第29号：佐々木圭司（広島商）
- 第30号：相島和也（広島商）

準決勝
- 第31号：木下公司（池田）

決勝
- 第32号：畠山準（池田）

## 記録
| 記録               | 選手名           | 対戦校      | 補足           |
| ------------------ | ---------------- | ----------- | -------------- |
| ノーヒットノーラン | 新谷博（佐賀商） | 1回戦・木造 | 大会史上19人目 |

## その他の主な出場選手
- 金子誠一（東北）
- 中根仁（東北）
- 関清和（鉾田一）
- 阿井英二郎（東農大二）
- 石井丈裕（早稲田実）
- 高田誠（法政二）
- 湯上谷宏（星稜）
- 大久保学（静岡）
- 野中徹博（中京）
- 紀藤真琴（中京）
- 森昌彦（中京）

- 鈴木俊雄（中京）
- 前田耕司（福井）
- 植田幸弘（南部）
- 秋村謙宏（宇部商）
- 津野浩（高知商）
- 香田勲男（佐世保工）
- 野村裕二（熊本工）
- 高村洋介（熊本工）
- 大田勇治（鹿児島商工）
- 仲田幸司（興南）
- 仲田秀司（興南）